# 히메도정
히메도정(일본어: 姫戸町)은 일본 구마모토현 남동부에 있던 정이다.
2004년 3월 31일  오야노정, 마쓰시마정, 류가타케정과 합병해 가미아마쿠사시가 되었다.

## 지리
아마쿠사 가미시마의 남동부에 위치해 있다.

## 역사
- 1889년 4월 1일 - 정촌제 시행에 수반해 아마쿠사군 히메도촌이 성립하였다.
- 1962년 4월 1일 - 정으로 승격해 히메도정이 되었다.
- 2004년 3월 31일 - 오야노정, 마쓰시마정, 류가타케정과 합병해 가미아마쿠사시가 되었다.

## 교통

### 도로
- 국도 266호선

## 참고 문헌
- 角川日本地名大辞典編纂委員会, 『角川日本地名大辞典 43 熊本県』1987, 角川書店